# Anisophyllea ismailii
Anisophyllea ismailii är en tvåhjärtbladig växtart som beskrevs av J.A. Mcdonald. Anisophyllea ismailii ingår i släktet Anisophyllea och familjen Anisophylleaceae. Inga underarter finns listade i Catalogue of Life.